# Epicauta yungana
Epicauta yungana es una especie de coleóptero de la familia Meloidae.

## Distribución geográfica
Habita en Bolivia.